# 久保天随
久保 天随（くぼ てんずい、1875年（明治8年）7月23日 - 1934年（昭和9年）6月1日）は日本の中国文学者。本名は「久保得二」、別号は「兜城」。台北帝国大学教授などを務め、漢詩の詩作も行なった。

## 経歴
1875年7月、高遠藩士だった東京府士族の父・久保譲次と母・まさ（長野県士族・旧松本藩士の中島喜野太夫這季の四女）の長男として東京市下谷区（現・東京都台東区）徒歩町で生まれる。父は藁科姓で、旧藩主・内藤頼直の命によって父は母方の久保氏を継ぐこととなったとも言われる。第二高等学校 (旧制)に学び、『尚志会雑誌』に関わった。同級生に高浜虚子、阪本四方太、大谷繞石らがいた。
18歳頃から漢詩を作っており、東京帝国大学漢文科に進んだ。1899年、東京帝国大学漢文科を卒業。卒業後は大学院に進学し、『帝国文学』などに評論、随筆などを投稿した。鉄道省が新たに鉄道を敷設するたびに招かれて集客用の紀行文を手掛け、漢文調の美文をもって文壇の一角を占め、田山花袋らとともに明治文壇の紀行文家のひとりに数えられた。また、漢籍の評釈や漢詩の訳注・解説も行なっている。
こうした文筆稼業で20年近く生活したのち、1915年に大礼記録編纂委員会の嘱託となった。編纂委員会は内閣文庫の階上に設けられたため、文庫の蔵書を閲覧する機会に恵まれ、このようなきっかけで再び学問的研究に活動の場を移した。1917年からは漢詩専門誌で西廂記に関する連載を持ち、1920年には宮内省図書寮の編集官となった。一方で、法政大学や大東文化学院で講師も務めた。1924年の夏に満州を旅行して詩集を刊行し、翌年には学位論文『西廂記の研究』を東京帝国大学に提出して文学博士の学位を取得した。また、同年4月から随鴎吟社の主事を務めている。
1928年に台北帝国大学が設立されると、翌29年4月11日にその教授に就任した。文政学部東洋文学科で中国文学講座を担当し、中国文学史などを教えた。また、澎湖諸島や琉球を旅して紀行文を書いている。1934年6月1日、病臥中に近所で落雷があり、その衝撃で脳溢血を起こし死去した。墓所は多磨霊園。

## 家族・親族
- 父親：久保譲次は、慶應義塾在学中に、明治政府による1870年（明治3年）の貢進生の招集に高遠藩から唯一推挙されたが、年齢が行き過ぎているという理由で不合格となり（代わりに伊沢修二が選ばれた）[8]、翌1871年に旧藩校進徳館に新設された洋学科の教師となった[9]。その後、松本の筑摩県学（旧松本藩校、のちの開智学校）の洋学舎長となった[10]。
- 弟：久保末魔（1892-?）は三菱銀行検査部長をへて郡是産業取締役になった[11]。
- 弟：久保正夫（1894-1929は『フィヒテの哲学』などの翻訳で知られる[12]。正夫は聖フランチェスコの関連書を多く訳し、友人の倉田百三とともに大正時代の宗教文学ブームの先駆けを作った[13]。谷川徹三の姉・鯉江もと子の入婿となったが2年程で急逝した[14]。
- 長男：久保舜一は文部省所轄研究所国立教育研究所室長。
- 次男：久保昌二は物理化学者。
- 三男：久保啓三は農林省水産局員を経て水産庁資料館館長。
- 四男：久保亮五は物理学者。

## 著作

### 編著書
- 『七寸鞋』内外出版協会 1900
- 『世界歴史譚 瑣克刺底（ソクラテス）』中村不折画 博文館 1900
- 『柳宗元』新声社 東西文豪評伝 1900
- 『韓退之』鍾美堂本店 1901
- 『塵中放言 文学評論』鍾美堂 1901
- 『滑稽百笑話』晴光館 1902
- 『四書新釈』博文館 1901-1902
- 『本朝絶句評釈』文学館 1902
- 『漢詩評釈』人文社 1903
- 『支那文学史』人文社 1903
- 『文章軌範精義』博文館 1902-1903
- 『漢語辞彙』育成会 1904
- 『東洋通史』博文館 1903-1904
- 『東洋倫理史要』育成会 1904
- 『日本儒学史』博文館 帝国百科全書 1904
- 『古今武士道史譚』育成会 1905
- 『少年士道の訓 武家時代』編 同文館 1905
- 『実用辞彙 読書作文』編 育成会 1905
- 『朝鮮史』博文館 帝国百科全書 1905
- 『評釈日本絶句選』本郷書院 1905
- 『夕紅葉 美文韻文』日高有倫堂 1905
- 『三国志演義』隆文館 支那文学評釈叢書 1906
- 『山水写生 紀行文集』日高有倫堂 1906
- 『書信文作法』実業之日本社 作文叢書 1906
- 『新体記事文』光盛館 1906
- 『実用作文法』実業之日本社 作文叢書 1906
- 『二十世紀新式書翰文』光盛館 1906
- 『日本歴史宝鑑』博文館 1906
- 『近世儒学史』博文館 帝国百科全書 1907
- 『儀式文作法』実業之日本社 作文叢書 1907
- 『叙事文作法』実業之日本社 作文叢書 1907
- 『天才主義』参文舎 青年修養叢書 1907
- 『美文作法』実業之日本社 作文叢書 1907
- 『文壇獅子吼』日高有倫堂 1907
- 『論文作法』実業之日本社 作文叢書 1907
- 『日本外史新釈』博文館 1907‐08
- 『日本外史字解』博文館 1908
- 『李杜評釈』隆文館 支那文学評釈叢書 1908
- 『高等漢文講義』金刺芳流堂 1909
- 『古文真宝新釈』博文館 1909
- 『唐詩選新釈』博文館 1908－09
- 『美辞類語集』博文館 通俗作文全書 1909
- 『韓非子新釈』博文館 1910
- 『菜根譚詳解講義』金刺芳流堂 1910
- 『新体書翰文』文泉堂 1910
- 『荘子新釈』博文館 1910
- 『列子新釈』博文館 1910
- 『老子新釈』博文館 1910
- 『記事文鑑 作文資料』博文館 1911
- 『新式実用短信』積善館ほか 1911
- 『荀子新釈』博文館 1910-1911
- 『孫子新釈』博文館 1911
- 『白氏評釈』隆文館 支那文学評釈叢書 1911
- 『議論文鑑 作文資料』博文館 1912
- 『三体新書翰』積善館 1912
- 『書翰文鑑 作文資料』博文館 1912
- 『新式大辞林 読書作文』編 博文館 1912
- 『抒情文鑑 作文資料』博文館 1912
- 『青年新書簡』積善館 1913
- 『大正式書翰文 文体一新』光盛館書店 1913
- 『中等書翰文』鍾美堂書店 1913
- 『筆と四季』広文堂書店 1913
- 『提督ネルソン』鍾美堂 偉人叢書 1914
- 『鉄血宰相ビスマルク』鍾美堂 偉人叢書 1914
- 『評註名詩新選』博文館 1914
- 『漢文自修提要 受験兼用』積善館本店 1915
- 『自然と人生と 作文新材』栄文館書店 1914
- 『新式大正書翰講話』金刺芳流堂 1915
- 『誤り易き漢字の読み方と正しき用字法』精文館書店 1917
- 『槿域游草』朝鮮総督府 1924
- 『遼瀋游草』満鉄鉄道部旅客課 1925
- 『久保漢和大辞典』編 中央書院 1929
- 『詳解新漢和大辞典』編 有宏社 1929
- 『出門一笑』万里閣書房 1930
- 『国語新語最新大辞典』淡海堂出版部 1934

### 共編著
- 『藻かり舟』中内義一共著 鐘美堂 1900
- 『明治百家文選』編 隆文館 1906
- 『現代名家文選 評註細評』編 金刺芳流堂 1908
- 『新体漢文軌範』編 博文館 通俗作文全書 1908
- 『最新学生書翰文』一戸桜外共著 弘学館 1909
- 『明治作文大鑑』長連恒共編 隆文館 1909
- 『現代才媛文範 詳註細評』編・著 金刺芳流堂 1910
- 『詞華類典』芋川泰次共著 建文館ほか 1911
- 『新体作文模範辞林』太田秀雄共著 祐文館書店 1912
- 『滑稽笑話旅鞄』町田柳塘共著 旅行倶楽部 1915

### 翻訳など
- ペスタロッチ『酔人の妻』育成会 1901
- ゴールドスミス『寒村行』天野淡翠 (淡水) 共訳 鍾美堂 外国語研究叢書 1903
- オットー・ウヰルマン『教授新論(ウィルマン氏)』補訳 同文館 教育研究叢書 1903
- ゲーテ『うえるてる』金港堂 1904
- レッシング『譬喩談 家庭教訓』訳述 晴光館 1906
- 『軍談家庭文庫』第1-3冊 青木存義共校訂 広文館 1911
- 『水滸全傳 新譯』譯補 至誠堂書店 新譯漢文叢書 1911
- 『三国志 新訳演義』訳補 至誠堂書店 新編漢文叢書 1912
- 岡田僑 (鴨里) 『日本外史補 新訳』新潮社 1912
- 『漢文叢書』全12冊 校 博文館 1913‐14
- ハインリッヒ・ペスタロッチー『酔人の妻と隠者の夕暮』育成会
- 蒋蔵園原本『琵琶行の戯曲』弘文堂書店 1927
- 『韓退之全詩集』全2巻 訳註 日本図書センター 1978 元｢続国訳漢文大系 文学部」国民文庫会
- 『高青邱全詩集』全4巻 訳註 日本図書センター 1978 同上
- 『李白全詩集』全3巻 訳註 日本図書センター 1978 同上
- 『蘇東坡全詩集』全6巻 訳註 日本図書センター 1978 同上 第5巻､第6巻を担当